# Crassula pallens
Crassula pallens (лат.) — вид суккулентных растений рода Толстянка (Crassula) семейства Толстянковые (Crassulaceae), естественно произрастающий на территории Намибии и Капской провинции Южно-Африканской Республики.

## Название
Родовое латинское название Crassula происходит от латинского слова crassus, — «толстый», в основном из-за присутствия у растений этого рода сочных листьев.
Видовой эпитет pallens переводится с латыни как — «бледный, бледно-зеленоватый».

## Ботаническое описание
Сильноветвистые кусты достигают высоты 50 см. У них мочковатые корни. Ветви обладают отогнутыми волосками, голыми, и имеют гладкую светлую кору. Листья имеют размеры от 10 до 35 мм в длину и от 2 до 7 мм в ширину, при старении они опадают. Они окрашены в сизовато-зеленый цвет и имеют форму от линейно-ланцетных до ланцетных, уплощенные, с мелкими сосочками. Верхняя сторона листьев может быть плоской или вогнутой, а нижняя выпуклой; край у основания обычно снабжен небольшим количеством ресничек, а кончик заострен.
Соцветия представляют собой неправильные тирсы с несколькими дихазиями. Цветки почти не имеют ножек, чашелистики имеют форму от треугольной до треугольно-ланцетной, размером до 3 мм, с мелкими сосочками, без краевых ресничек. Венчик трубчатый, лепестки у основания коротко сросшиеся, окрашены от белого до кремового цвета, размером до 3,5 мм, кончик тупой с дорсальным придатком, а пыльники черные.
Время цветения: весна.

## Распространение и экология
Этот вид встречается на юго-западе Юго-Западной Африки/Намибии и на северо-западе Капской провинции от Оранжевой реки до Биттерфонтейна. Он обитает на нижних склонах и стабилизированных дюнах вдоль побережья.
Интересной особенностью этого вида являются длинные, часто деревянистые придаточные корни на нижних ветвях. До разветвления, которое происходит при касании поверхности почвы, они могут достигать 0,2 м в длину.

## Таксономия
Crassula pallens Schönland & Baker f., первое упоминание в J. Bot. 36: 361 (1898).